# 甲酸钠
甲酸钠（英語：sodium formate，化学式：HCOONa）又名蟻酸鈉，是钠的甲酸盐。

## 性质
白色吸水性粉末或结晶，有轻微的甲酸气味。溶于水和甘油，微溶于乙醇，不溶于乙醚。有毒。

## 制备
1. 由一氧化碳与氢氧化钠在温度160°C、压力2MPa的条件下进行反应而得。
{\displaystyle \mathrm {\ CO+NaOH\rightarrow HCOONa} }
2. 季戊四醇副产物。

## 用途
用于制取甲酸、草酸、二甲基甲酰胺等产品。在皮革工業中用作鉻製革法中的偽裝酸，用於催化劑和穩定合成劑，印染行業的還原劑。
異株蕁麻的螫毛中含有甲酸鈉及甲酸。